# Station Żółcz
Station Żółcz was van 1883 tot 1984 een spoorwegstation in de Poolse plaats Żółcz.